# Foho Olopana
Der Foho Olopana ist ein Berg in Osttimor. Er befindet sich im Suco Eraulo (Verwaltungsamt Letefoho, Gemeinde Ermera), etwa drei Kilometer nordöstlich vom Ort Letefoho. Mit 1791 m ist der Olopana der höchste Berg der Aileu-Kette.